# Talokan
Talokan (také psán jako Taleqan, Taloqan, nebo Taluqan; persky تالقان) je hlavní město provincie Tachár, v severovýchodním Afghánistánu . Nachází se v okrese Taluqan. Populace byla v roce 2023 odhadována na 64 tisíc.
V roce 2021 získal Tálibán nad městem kontrolu během ofenzívy Tálibánu v roce 2021.

## Historie
Staré město navštívil Marco Polo v roce 1275.
V roce 1603 navštívil Talokan (tehdy Talhan) další evropský průzkumník - Bento de Góis - který cestoval s karavanou z Kábulu do Yarkandu (tehdy hlavního města Kašgarie).

### Nedávná historie
Během kampaní Ahmada Shaha Massouda proti sovětské armádě a Tálibánu se ve městě nacházelo jeho strategické ústředí.
Talokan se 5. září 2000 stal posledním velkým městem Afghánistánu, které padlo pod kontrolu Tálibánu. Stalo se tak po obléhání, které si vyžádalo životy stovek civilistů a během kterého bylo město několikrát bombardováno tálibánskými letouny. Obsazení města vyvolalo obrovský exodus obyvatelstva z něj; odhaduje se, že jej opustilo 60,000 - 70,000 obyvatel. Talokan byl nakonec 10. listopadu 2001 osvobozen Severní aliancí.
28. května 2011 byl spáchán sebevražedný útok v sídle guvernéra provincie. Zemřelo šest lidí, mezi kterými byli dva němečtí vojáci a policejní náčelník Mohammed Daud Daud. 25. prosince stejného roku byl na místním pohřbu spáchán další útok, který zabil 22 lidí. Mezi mrtvými byl Alhaj Mutalib Baig, místní člen parlamentu a bývalý velitel v Severní alianci.
V 11 hodin druhého května 2021 byl v talokanské čtvrti Rustaq uskutečněn úspěšný atentát na Pirama Qula Ziayie, jednoho z nejvlivnějších oponentů Tálibánu v Tacháru.
8. srpna 2021 získal Tálibán město opět pod kontrolu.

## Geografie

### Klima
V Talokanu vládne středomořské podnebí (v Köppenově klasifikaci podnebí Csa). V zimě je zde více srážek než v létě. Průměrná roční teplota v oblasti je 14,6 °C. Ročně zde napadá 475 milimetrů srážek.

| Talokan – podnebí           | Talokan – podnebí | Talokan – podnebí | Talokan – podnebí | Talokan – podnebí | Talokan – podnebí | Talokan – podnebí | Talokan – podnebí | Talokan – podnebí | Talokan – podnebí | Talokan – podnebí | Talokan – podnebí | Talokan – podnebí | Talokan – podnebí |
| Období                      | leden             | únor              | březen            | duben             | květen            | červen            | červenec          | srpen             | září              | říjen             | listopad          | prosinec          | rok               |
| --------------------------- | ----------------- | ----------------- | ----------------- | ----------------- | ----------------- | ----------------- | ----------------- | ----------------- | ----------------- | ----------------- | ----------------- | ----------------- | ----------------- |
| Nejvyšší teplota [°C]       | 18                | 25                | 30                | 34                | 38                | 41                | 40                | 39                | 36                | 28                | 30                | 22                | 41                |
| Průměrné denní maximum [°C] | 16                | 20                | 26                | 32                | 36                | 37                | 40                | 38                | 34                | 28                | 24                | 19                | 29                |
| Průměrné denní minimum [°C] | −7                | −7                | −7                | 3                 | 11                | 16                | 20                | 17                | 13                | 5                 | −2                | −5                | 5                 |
| Průměrné srážky [mm]        | 45                | 60                | 78                | 83                | 45                | 3                 | 0                 | 0                 | 0                 | 17                | 46                | 32                | 409               |
| Zdroj:                      |                   |                   |                   |                   |                   |                   |                   |                   |                   |                   |                   |                   |                   |

## Obyvatelstvo
V roce 2023 měl Taloqan kolem 64 tisíc obyvatel. To je významný pokles od 258 tisíc, které v něm žily v letech 2020 a 2021.

## Vzdělání
V Talokanu se nachází Univerzita Tachár, která byla do města přesunuta roku 1995. V roce 2016 měla na svých sedmi fakultách kolem 7000 studentů.